# Marcin Krajewski (prawnik)
Marcin Krajewski (ur. 5 października 1971 w Szczecinie) – polski prawnik, radca prawny, doktor habilitowany nauk prawnych, nauczyciel akademicki Uniwersytetu Warszawskiego, specjalista w zakresie prawa cywilnego. W 2018 prezydent Andrzej Duda powołał go do pełnienia urzędu sędziego Sądu Najwyższego

## Życiorys
Ukończył studia prawnicze na Wydziale Prawa i Administracji Uniwersytetu Warszawskiego, gdzie w 1999 na podstawie napisanej pod kierunkiem Marka Safjana rozprawy otrzymał stopień naukowy doktora nauk prawnych nauk prawnych w zakresie prawa. Tam też w 2012 na podstawie dorobku naukowego oraz rozprawy pt. Ubezpieczenie odpowiedzialności cywilnej według Kodeksu cywilnego uzyskał stopień doktora habilitowanego nauk prawnych w zakresie prawa, specjalność: prawo cywilne. Został adiunktem Uniwersytetu Warszawskiego
Do 2018 r. wykonywał zawód radcy prawnego.
W 2018 w trakcie kryzysu wokół Sądu Najwyższego w Polsce zgłosił swoją kandydaturę na sędziego Sądu Najwyższego.
10 października 2018 prezydent Andrzej Duda powołał go do pełnienia urzędu sędziego Sądu Najwyższego.

## Ważniejsze publikacje
- Umowa przedwstępna, C.H.Beck, wyd. 1, 2000; wyd. 2 2002.
- Umowa ubezpieczenia: art. 805-834 kc: komentarz, C.H.Beck 2004; 2016
- Ubezpieczenie odpowiedzialności cywilnej według kodeksu cywilnego, Wolters Kluwer 2011.